# بيدرو أنطونيو دي سيفالوس
بيدرو أنطونيو دي سيفالوس (بالإسبانية: Pedro Antonio de Cevallos)‏ (29 يونيو 1715 – 26 ديسمبر 1778)؛ حاكم عسكري إسباني لبوينس آيرس بين 1757 و 1766، وأول نائب للملك في ريو دي لا بلاتا في عام 1776.

## السيرة الشخصية
ولد بيدرو أنطونيو دي سيفالوس في مدينة قادس الإسبانية، وينحدر من عائلة كانتابريا الشهيرة. تتذكر مدينة كولونيا ديل ساكرامنتو اسمه جيدا بعد ان زارها مرتين، في رحلته الأولى في 1762-1763 أثناء الغزو الإسباني للبرتغال (1762)، وفي رحلته الثانية في 1776-1777 أثناء الحرب الإسبانية البرتغالية 1776-1777.
في 12 أكتوبر 1776 أبحر مع جيش من قادس إلى بوينس آيرس، حيث تم تعيينه نائبًا للملك. وفي 22 أبريل 1777 استقر في مدينة مونتيفيديو برجاله الذين وصلو إلى 9316 رجلًا. ثم سار إلى كولونيا ديل ساكرامنتو المدينة البرتغالية المتنازع عليها في أوروغواي الحالية، والتي استسلمت على الفور له، ثم نحو ريو غراندي دو سول في البرازيل وغزا جزيرة سانتا كاتارينا، لكنه تلقى خطاب معاهدة تم توقيعه بين إسبانيا والبرتغال وتراجع.
عاد إلى بوينس آيرس في 15 أكتوبر 1777. قدم قانون التجارة الحرة لعام 1778 والذي سمح لبوينس آيرس بالتجارة مباشرة مع إسبانيا، بدلًا من إجبارها على التجارة عن طريق نائب الملك في بيرو. كما نهى عن إخراج الفضة من حدود ولي العهد مما أعطى هذا القانون دفعة لتنمية بوينس آيرس. كما روج للزراعة وتجارة العبيد.
توفي في 26 ديسمبر 1778 في دير كابوشين بقرطبة (إسبانيا). تم دفنه في كاتدرائية قرطبة في حفل فخم، في حدث لا ينسى في تاريخ المدينة.
كان متزوجا من ماريا لويزا بينتو وأورتيجا. وابنه بيدرو أنطونيو دي سيبالوس بينتو شغل وزير الزراعة الأرجنتيني عندما كان مارتن ميجيل دى غويميس ‏ حاكما لمدينة سالتا. تلقت أخته أنتونيا دي سيفالوس كورتيس أويوس إي كالديرون من الملك تشارلز الثالث بعد وفاته لقب «مارشونية دي لا كولونيا».

## لقراءات طويلة
- Abad de Santillán, Diego. Historia Argentina (بالإسبانية). Buenos Aires: TEA (Tipográfica Editora Argentina).

## روابط خارجية
- بيدرو دي سيفالوس (1715-1778) باللغة الإسبانية